# Justin Bishop
Pas d'image ? Cliquez ici

a Compétitions nationales et continentales officielles uniquement.

b Matchs officiels uniquement.
Dernière mise à jour le 13 mai 2025.
Justin Patrick Bishop, est né le 8 novembre 1974 à Crawley (Angleterre). C'est un joueur de rugby à XV qui a évolué avec l'équipe d'Irlande et avec l'équipe des London Irish au poste de trois-quarts aile.

## Carrière

### En club
Justin Bishop a principalement évolué pour le club des London Irish, finissant sa carrière comme entraîneur-joueur pour le club des Doncaster Knights.

### En équipe nationale
Justin Bishop dispute son premier test match, le 13 juin 1998 contre l'équipe d'Afrique du Sud. Son dernier test match est contre l'équipe d'Angleterre, le 30 mars 2003.
Il participe à la Coupe du monde 1999.

## Palmarès
- 25 sélections
- 8 essais (40 points)
- Sélections par années : 5 en 1998, 11 en 1999, 3 en 2000, 4 en 2002, 2 en 2003
- Tournois des Cinq/Six Nations disputés: 1999, 2000, 2003